# Uklon nevtronov
Uklon nevtronov je možen zaradi valovne narave nevtronov. Sam uklon nevtronov je tehnologija v kateri pošiljamo na vzorec nevtrone in opazujemo interferenčne pojave. To je možno zato, ker se vsi elementarni delci obnašajo tudi kot valovi. 

## Valovna dolžina nevtronov
Valovno dolžino nevtronov izračunamo po enačbi, ki jo je leta 1924 uvedel francoski fizik Louis-Victor Pierre Raymond de Broglie (1892 – 1987). Po tej enačbi vsakemu snovnemu delcu pripada tudi valovna dolžina, ki se določi na naslednji način:
{\displaystyle \lambda ={\frac {h}{p}}}
kjer je 
- {\displaystyle h} Planckova konstanta
- {\displaystyle p} gibalna količina nevtrona

## Zgodovina
Prvi poskuse z uklonom nevtronov je opravil v letu 1949 Ernest O. Wollan na grafitnem reaktorju v laboratoriju v Oak Ridgu. Pozneje se mu je pridružil še fizik Clifford Shull (1915 – 2001), ki je leta 1994 dobil tudi Nobelovo nagrado za fiziko za raziskave na področju uklona nevtronov.

## Nevtroni
Nevtroni so osnovni delci, ki se nahajajo skoraj v vseh atomih. Če hočemo opazovati uklon nevtronov na vzorcu snovi, moramo uporabiti proste nevtrone, ki pa jih v naravi običajno ne najdemo, ker imajo omejen razpolovni čas (življenjsko dobo). Nevtroni reagirajo s snovjo drugače kot rentgenski žarki, ki delujejo v glavnem na elektronski oblak, ki obdaja atom. Zaradi tega je intenzivnost uklonjenih žarkov večja za atome z večjim atomskim številom. Jedro atoma neposredno vpliva na vpadajoče nevtrone. Uklon je odvisen od izotopov v vzorcu. Pogosto se tudi zgodi, da lahki atomi bolj povečajo jakost uklonjenega žarka kot pa težji (z večjim atomskim številom). Druga večje razlika v primerjavi z uklonom rentgenskih žarkov, je v tem, da se nevtronim uklanjajo na jedru, ki je zelo majhno.  

## Tehnologija
Kot vir nevtronov se običajno uporablja jedrski reaktor ali kakšne drug vir, ki daje proste hitre nevtrone. V jedrskem reaktorju dobimo proste nevtrone kot rezultat jedrske cepitve. Za opazovanje uklona nevtronov potrebujemo še vzorec, na katerem opazujemo uklon, in primeren detector. Vzorec je v primerjavi z vzorci za opazovanje uklona [frentgenski žarki|rentgenskih žarkov]] mnogo večji. Nevtrone z določeno valovno dolžino dobimo s pomočjo naprave, ki jo imenujemo kristalni monokromator. 

## Magnetno sipanje
Čeprav so nevtroni nevtralni, jim pripada spin. Zaradi tega pride do medsebojnega vpliva z magnetnim momentum. Uklon nevtronov lahko torej razkrije magnetno strukturo smovi.